# Willem Keesom

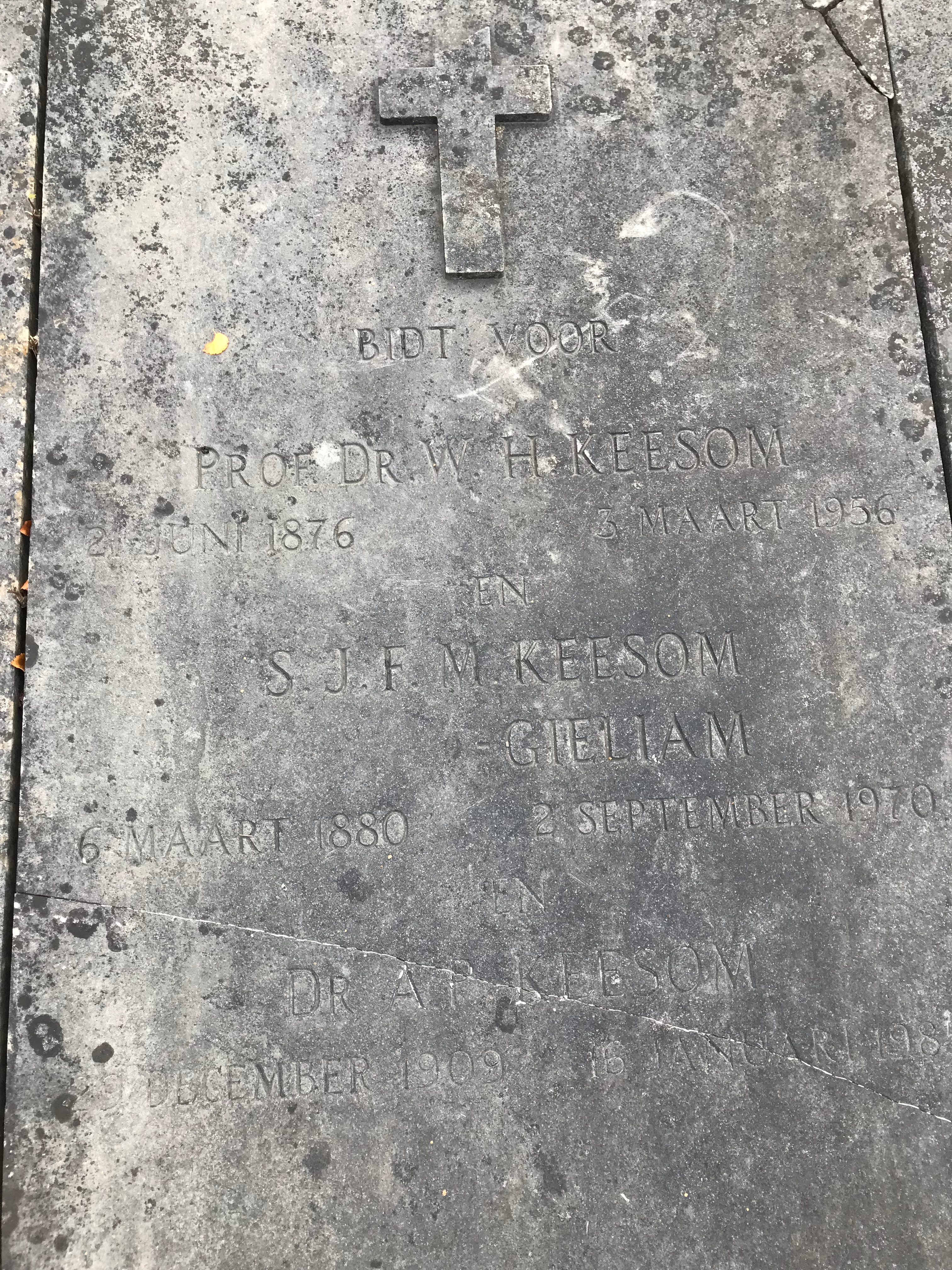
Grafsteen van W.H. Keesom en zijn vrouw S.J.F.M. Keesom-Gieliam

Wilhelmus Hendrikus (Willem) Keesom (Texel, 21 juni 1876 – Leiden, 3 maart 1956) was een Nederlandse natuurkundige en hoogleraar aan het Kamerlingh Onnes laboratorium in Leiden. Hij werd wereldberoemd toen hij in 1926 als eerste erin slaagde om helium in de vaste fase te krijgen, door het bij hoge druk (150 bar) af te koelen.

## Jeugd
Prof. dr. W.H. Keesom werd geboren op de hoeve Noordhaffel, op het eiland Texel, als zoon van Hendrikus Wilhelmus Keesom (1849-1929) en Neeltje Dijt (1851-1940). Hij stamde uit een typische plattelandsfamilie, maar zijn voorouders van vaderszijde waren geen boeren, maar middenstanders. Zijn vader was een vooraanstaande Tesselaar die lid was van de gemeenteraad en behoorde tot de oprichters van de TESO, Texels Eigen Stoomboot Onderneming, waarmee een eind werd gemaakt aan het monopolie van de veerponthouders. Hij bedacht de regel dat Tesselaars gratis werden vervoerd en de vastelanders moesten betalen.
In 1917 was Keesom sr. dermate welgesteld dat hij uit hoofde van zijn vermogen passief kiesrecht voor de Eerste Kamer had. Willems broer, Hendrik, zou de agrarische traditie van de familie versterken als oprichter van het Texels Schapen Stamboek, waar hij als schapenhandelaar ook groot belang bij had. Als plattelandszoon was Willem een goed ruiter en zo kon hij in 1898 meerijden in de historische optocht, die in Den Burg werd gehouden ter gelegenheid van de inhuldiging van Koningin Wilhelmina. Hij was trouwens sportiever dan menigeen wil geloven en zijn lichaamsomvang zou doen vermoeden: hij was tot op gevorderde leeftijd een enthousiaste schaatser en haalde zelfs een fietsdiploma in de tijd dat de fiets nog niet zo'n wijde kring van gebruikers kende.

## Opleiding
Keesom bezocht in Den Burg de lagere school en de zogenaamde 'Franse School'. In 1889 werd hij toegelaten tot de tweede klas van de hogereburgerschool in Alkmaar waar hij in 1893 voor zijn eindexamen slaagde. Nadat hij het staatsexamen had afgelegd begon hij in 1894 zijn studie wis- en natuurkunde in Amsterdam. In 1897 deed hij cum laude kandidaatsexamen, en in 1900 doctoraalexamen, eveneens cum laude. In 1904 promoveerde hij, ook ditmaal cum laude, op een proefschrift over isothermen van mengsels van zuurstof en koolzuur. Promotor was professor Van der Waals.

## Loopbaan
Van 1900 tot 1909 was hij assistent en van 1909 tot 1916 conservator van het Natuurkundig Laboratorium der Rijksuniversiteit Leiden, en tevens leraar wiskunde aan de Kweekschool voor onderwijzers en leraar natuurkunde aan de avondschool van het Genootschap Mathesis Scientiarum Genitrix (anno 1785). In 1917 werd hij leraar aan de Veeartsenijschool te Utrecht. Toen deze in 1917 een hogeschool werd, werd Keesom van rechtswege eindelijk hoogleraar. In 1923 werd hij benoemd tot hoogleraar natuurkunde te Leiden als opvolger van Heike Kamerlingh Onnes, tevens directeur van het Natuurkundig Laboratorium tot zijn emeritaat in 1945.
Als assistent van Kamerlingh Onnes deed Keesom belangrijk werk op het gebied van de lagetemperatuurfysica, waarbij hij vooral op het theoretische vlak ondersteuning bood. Na het emeritaat van Kamerlingh Onnes in 1924 kwam het Leidsch Natuurkundig Laboratorium onder een tweehoofdige leiding te staan: Wander de Haas en Keesom. Deze laatste kreeg het beheer over de productie van vloeibaar helium en het onderzoek naar de thermische eigenschappen van vloeistoffen en gassen. In 1927 ontdekte hij dat nabij de 2,17 kelvin een overgang plaats van 'normaal' helium, dat hij helium-I noemde, naar een andere fase van helium met radicaal verschillende eigenschappen, dat hij de naam helium-II gaf. Twee fasen van eenzelfde vloeistof was geheel nieuw en zijn hypothese werd aanvankelijk dan ook met enig scepsis ontvangen.
Hij, en zijn bij hem gepromoveerde dochter Anna, ontdekten dat bij deze faseovergang He-II geen warmteweerstand vertoonde – een verschijnsel dat 'warmte-supergeleiding' werd genoemd. Omdat bij die overgangstemperatuur de grafiek van de soortelijk warmte afgezet tegen de temperatuur een scherp maximum vertoonde die sterk leek op de Griekse letter Λ noemde Keesom de heliumtemperatuur van 2,17 K het 'lambdapunt'. De uiteindelijke oplossing kwam tien jaar later van Pjotr Kapitsa – helium beneden het lambdapunt komt in een speciale toestand terecht die superfluïditeit wordt genoemd, naar analogie met supergeleiding.

## Promoties
Onderstaande lijst is onvolledig. De meeste promoties waren aan de Rijksuniversiteit Leiden.
| Promovendus                  | Proefschrift | Jaar #afstammelingen                                                                 |
| ---------------------------- | --- | ------------------------------------------------------------------------------------ |
| Bijvoet, Johannes            | X-ray Investigation of the Crystal Structure of Lithium and Lithium Hydride                                      | 1923 Universiteit van Amsterdam, promotor Andreas Smits, copromotor Willem Keesom 12 |
| Karssen, Albertus            | X-Ray Investigation of the Crystal Structure of Sodium Bromate and Sodium Chlorate                               | 1923 Universiteit van Amsterdam, promotor Andreas Smits, copromotor Willem Keesom    |
| Keesom, Anna Petronella      | Enkele thermische eigenschappen van vloeibaar en vast helium                                                     | 1938                                                                                 |
| Nijhoff, Guillaume P.        | Metingen van den tweeden viriaalcoëfficient van zuurstof: waterstof en helium bij lage temperaturen              | 1928                                                                                 |
| Taconis, Krijn W.            | Onderzoekingen betreffende de structuur van vaste stoffen en vloeistoffen bij zeer lage temperaturen             | 1938 5                                                                               |
| van Agt, Franciscus P.G.A.J. | Metingen bij lage temperaturen met den differentiaal-thermometer van constant volumen en veranderlijke dichtheid | 1925                                                                                 |

## Lidmaatschappen en onderscheidingen
Hij was vanaf 1924 lid van de Koninklijke Nederlandse Akademie van Wetenschappen, KNAW, en ontving eredoctoraten van de Technische Hogeschool Warschau in 1926 (samen met mevrouw Marie Curie) en de Katholieke Universiteit Leuven in 1927. Keesom was voorzitter van de wis- en natuurkundige afdeling 1917-1921, bestuurslid 1929-1933, en algemeen voorzitter 1933-1940 van de Vereniging tot het Bevorderen van de Beoefening der Wetenschap onder de Katholieken in Nederland; voorzitter van de wetenschappelijke afdeling van het Institut International du Froid; voorzitter van de Ned. Vereniging voor Koeltechniek; voorzitter van het Internationale Koude congres te Buenos Aires in 1932, en te 's-Gravenhage in 1936; lid bij oprichting van de Accademia Pontificia, de Pauselijke academie voor technische wetenschappen; lid van de Koninklijke Vlaamse Academie van Wetenschappen, Letteren en Schone Kunsten sinds 1940; corresponderend lid van de Conseil de la Société d'encouragement pour l'industrie nationale te Parijs; erelid van de Katholieke Studentenvereniging Sanctus Thomas Aquinas te Amsterdam; regent van het R.K. Weeshuis te Leiden;
Hij ontving de volgende onderscheidingen: Ridder in de Orde van de Nederlandse Leeuw 1926; Ridder St. Olaf van Noorwegen; Ridder van de Koninklijke Orde van de Poolster van Zweden; Officier in de Orde Polonia Restituta verleend door maarschalk Pilsudski als dictator van Polen; Officier in het Legioen van Eer en Commandeur in de Belgische Kroonorde.

## Persoonlijk leven
Keesom was tweemaal gehuwd. Op 27 januari 1904 huwde hij Anna Maria Aleida Moorman. Uit dit huwelijk werden twee zonen en zes dochters geboren. Na haar overlijden in 1923 hertrouwde hij op 23 februari 1927 met Seraphina Josephina Francisca Maria Gieliam. Dit huwelijk bleef kinderloos.
Keesom was een devoot katholiek en hij ervoer zijn wetenschappelijk werk als een roeping. Hij had een goed taalgevoel en schreef moeiteloos in Frans, Duits en Engels, en gaf ook college in die talen, zij het dat hij dan een sterk Nederlands accent had. Het deed hem veel vreugde dat zijn dochter Anna Petronella en zijn tweede zoon Piet promoveerden, en dat hij bij zijn dochter de promotor en bij zijn zoon co-referent kon zijn. De carrière van zijn oudste zoon Hendrik Willem baarde hem aanvankelijk zorgen, maar diens in de oorlog aangevangen militaire loopbaan maakte veel goed. Keesom overleed op 79-jarige leeftijd te Leiden.